# 南方擬白魚
南方擬白魚（学名：Alburnoides fasciatus）为輻鰭魚綱鯉形目雅羅魚科拟白鱼属的其中一種，分布於亞洲及歐洲，從西外高加索和土耳其黑海沿岸的河流向西到克孜勒馬克淡水流域，體長可達13.8公分，棲息在礫石底質、水瘤快速的溪流底中層水域，生活習性不明。